# LodlanD
LodlanD ist ein deutsches Pen-&-Paper-Rollenspiel, das auf der Messe Spiel 2003 veröffentlicht wurde. Es spielt in einer düsteren Zukunft in den Weltmeeren; die Erdoberfläche ist aufgrund extremer Kälte unbewohnbar. Der Name des Systems kommt von der Handelsstadt Lod, die ein zentraler Punkt in der Welt ist. Es gibt eine Vielzahl von Kampagnen, die in der Hintergrundwelt ansiedelbar sind und vom Spielsystem unterstützt werden. So sind nicht nur klassische Heldenkampagnen spielbar, sondern auch zum Beispiel Händler, Medienbeteiligte, Forscher, Sicherheit, Militär oder Piraten beziehungsweise Piratenjäger. Neben den Abenteuern, die in U-Booten oder darum spielen, sind ebenfalls Stadtabenteuer möglich.
Die Entwicklung des Rollenspiels wurde Anfang 2010 eingestellt.

## Hintergrund
Die Menschheit hat einen biologischen Wirkstoff entwickelt, um das übermäßig vorhandene Kohlenstoffdioxid aus der Erdatmosphäre herauszufiltern. Dieser arbeitet aber effizienter als angenommen, und das CO2 wird so stark abgebaut, dass die Erde sich extrem abkühlt. Die neue Eiszeit tötet einen Großteil der Menschheit, die Flucht in den Weltraum schlägt fehl. So zieht sich die Erdbevölkerung in die Weltmeere zurück, den letzten bewohnbaren Ort. Nachdem sich die Menschheit in die Weltmeere gerettet hat, überlebte und entwickelte sie sich dort weiter, als Wohnstatt dienen dabei Kuppelstädte oder in Unterwassergebirge eingegrabene Städte. Durch fortschrittliche Technik wurde das dauerhafte Überleben in der unwirtlichen Umgebung gesichert.
Der Grundstimmung von LodlanD ist im Gegensatz zu Endzeit-Szenarien eher „Hoffnung“ als „Niedergang“, der Fortschritt wird als positiver Zukunftsweg dargestellt. Gleichzeitig wird aber auch die Andersartigkeit der Umgebung dargestellt und auch die Probleme der Menschheit mit ihrem neuen Leben erörtert. Ferner ist die Menschheit durch die Wasserflucht nicht „besser“ geworden, es existieren immer noch Verschwörungen, Kriminalität, kurz, die dunklen Seiten der Menschheit.
Das Autorenteam führt ähnlich wie bei „Das Schwarze Auge“ einen Metaplot (eine fortlaufende In-Game-Geschichte), der auf der Internetseite und in den Quellenbüchern präsentiert wird, so dass sich die Welt weiterentwickelt, neue Fraktionen entstehen und zerfallen, die Menschheit Fortschritte (und Rückschritte) macht und Positives wie Negatives in der Welt geschieht.
Im Grundregelwerk wird eine zentrale Gruppe von Überlebenden dargestellt: Sieben Nationen, die sich im Rat der Länder zusammengeschlossen haben. Dem Rat der Länder ist nicht bekannt, ob sich noch andere Gruppen haben retten können. Dennoch gibt es statt harmonischer Zusammenkunft permanent Intrigen und versteckte Hiebe zwischen einzelnen Mitgliedern.
Die Mitglieder des Rates der Länder sind: Arbiträa, BFS (Bund Freier Städte), Kobe-Uppland, Lod, Scientia, Stawa und die UNL (Union Nordischer Länder).
Dem Rat der Länder gegenüber steht der Riesenstaat Liberty, der für den Moment einen fragilen Waffenstillstand mit dem RDL geschlossen hat und sich um einen internen Feind, die Renegades kümmern muss. Daneben gibt es Piraten und eine große Verschwörung unter dem Namen „Das Netzwerk“. Des Weiteren existiert, isoliert und ohne Kontakt zu den anderen beschriebenen Fraktionen, der japanisch angehauchte Staat Teikoku.

## Regelsystem
Das Regelsystem von LodlanD ist ein mit Cthulhu vergleichbares Prozent/W100-System, die Basisregeln sind vergleichsweise einfach, können aber durch zahlreiche optionale Regeln komplexer gestaltet werden. Im Grundregelwerk ist beispielsweise sowohl ein einfaches, als auch ein erweitertes Schiffskampfsystem enthalten. Während das einfache Schiffskampfsystem ganze Schiffsschlachten mit wenigen Würfelwürfen abhandeln kann (schnelle Spielbarkeit), haben die Spieler im erweiterten System wesentlich mehr Möglichkeiten, durch ihre Charaktere in den Schiffskampf einzugreifen (einzelne Stationen unterstützen ihre Würfe untereinander, Schiffsformationen, Torpedoabwehrmaßnahmen oder Trefferzonenmodell). So kann jede Spielgruppe selbst entscheiden, welche Komplexität sie bevorzugt.

## Veröffentlichungen
- LodlanD (Grundregelwerk) [Oktober 2003]
- Im Tiefenrausch – Schiffe und Piraten [März 2004]
- Das Leben unter Wasser (Kompendium) [Juli 2004]
- Liberty (Völkerband) [Oktober 2004]
- Lodland Spielleiter-Sichtschirm [Oktober 2004]
- Agenten, Händler, Sicherheit und Medien (Kampagnenband) [Februar 2005]
- 100 sE – Lod & Leute [Juni 2005]
- Teikoku (Völkerband) [Oktober 2005]
- Gefahren unter Wasser (Kompendium) [Februar 2006]
- Chaos und Ordnung – Arbiträa/BFS (Länderband) [Juli 2006]
- LodlanD 1.5 (Neuauflage des Grundregelwerks) [Oktober 2006]
- Boot und Spiele (Abenteuer, PDF) [August 2007]
- Blut und Stahl – Stawa/UNL (Länderband) [Februar 2008]
- Natur und Technik – Kobe-Uppland/Scientia (Länderband) [Februar 2009]
- Nordwärts (kostenloses Download-Abenteuer, PDF) [Dezember 2009]